# BD+35 1309
BD+35 1309 — хімічно пекулярна зоря спектрального класу
A3 й має видиму зоряну величину в смузі V приблизно 10,0.